# Культура Аргентины
В аргентинских искусстве, архитектуре, литературе, образе жизни ощущается связь с Европой. Взаимовлияние культур особенно заметно в литературе. Среди аргентинских писателей мирового класса — Хорхе Луис Борхес, Хулио Кортасар, Адольфо Биой Касарес, Эрнесто Сабато, Мануэль Пуиг, Освальдо Сориано, Андахази Федерико. Поскольку многие аргентинцы получают образование в Европе, именно в Буэнос-Айресе заметны европейские тенденции в искусстве, музыке, архитектуре. В городе много больших музеев искусств и галерей, не говоря о театрах. Аргентинский кинематограф достиг мирового уровня и пытается изгнать даже напоминания об ужасах времён «Грязной войны».

## Танцы
Вероятно, самая популярная часть аргентинской культуры — танго, пластику и мелодии которого ценят романтики всего мира. Процветают и народные танцы — например, самба.

## Спорт
Важнейшую роль для аргентинцев играет спорт, и футбол является национальной страстью, а не просто игрой. Аргентина выигрывала Кубок мира в 1978,1986 и 2022 годах, и личности вроде самого известного аргентинца после Че Гевары — Диего Марадоны обеспечивают занятость футбольным фанатам, папарацци и журналистам в течение последних 12 лет.

## Религия
Католицизм, официальная государственная религия Аргентины, обременён верованиями, отклоняющимися от официальной доктрины. Спиритизм и благоговение перед мёртвыми имеют глубокие корни, а паломничества к местам захоронений родственников и известных людей — обычное дело. Официальный язык испанский, но в некоторых колониях иммигрантов предпочитают говорить на своём родном языке. Итальянский понимают практически везде, что говорит о влиянии самой большой в стране иммигрантской группы, но есть и англоязычные сообщества. Кроме того, существуют 17 местных языков, включая кечуа, мапуче, гуарани, тобас, матакос.

## Архитектура и изобразительное искусство
13 марта 1904 года в Андах на линии границы между Аргентиной и Чили был воздвигнут памятник Христу Спасителю. Его открытие ознаменовало праздник мирного урегулирования конфликта из-за спора о границе между двумя странами, стоявшими на грани войны.
Статуя святой покровительницы Аргентины Девы Марии Луханской находится в базилике Богоматери в городе Лухан в 70 километрах западнее Буэнос-Айреса. Её посещают до 4 миллионов паломников в год.

## Музыка
- композиторы: Флоро Угарте, Астор Пьяццолла, Bruthal 6, Бруно Санфилиппо
- оперная певица Элена Сулиоти
- музыка испаноязычного мира[1]
- Аргентинский рок

## Театр
История профессионального театра Аргентины началась в XVIII веке. В 1757 году в Буэнос-Айресе появилось первое здание театра.

## СМИ
см. СМИ / Категория:Средства массовой информации Аргентины
Информационное агентство: Télam

## Кухня
Кухня аргентинских поваров отличается большим разнообразием. Она отличается значительным влиянием европейской кухни. В аргентинской кухне преобладает мясо, а именно говядина. Например, «Ассорти паррильяда», в состав которого входит практически любая часть коровы: требуха, кишки, вымя. Среди вегетарианских блюд есть итальянские ньокки. Надо отметить и аргентинское мороженое (helado [эладо]) — ещё одно проявление итальянского влияния. Парагвайский чай (мате) скорее обряд, чем просто напиток, и его предложение — знак симпатии. Процесс подготовки листьев растения, родственного остролисту, происходит очень эффектно, и смесь пьётся из общего сосуда (калабас), сделанного традиционно из тыквы-горлянки.

## Праздники
- 15 января — Карнавал в Аргентине.
- 14 февраля — День Святого Валентина (День всех влюблённых).
- 24 марта — Национальный день памяти правды и закона (Día Nacional de la Memoria por la Verdad y la Justicia). День грустных воспоминаний последней диктатуры в стране в 1976 году.
- 2 апреля — День ветеранов и павших на войне с англичанами за Мальвинские (Фолклендские) острова. С 2001 года 2 апреля отмечается в Аргентине как День ветеранов и павших на войне.
- конец марта — апрель
  - Католическая Страстная пятница (Великая пятница). Дата праздника уникальна для каждого года.
  - Католическая Пасха. Дата праздника уникальна для каждого года.
- 1 мая — Праздник труда (День труда).
- Третья суббота мая — День отца. Поздравляют всех мужчин, имеющих детей. Обед или ужин в кругу семьи. Дети дарят подарки.
- 25 мая — Годовщина первой революции (1810 года) и выборы первого независимого Правительства Аргентины.
- 20 июня — День флага в Аргентине. День флага (Dia de la Bandera) отмечается в Аргентине в день смерти дизайнера флага — Мануэля Белграно (Manuel Belgrano, 3.06.1770 — 20.06.1820) и является официальным праздником.
- 9 июля — День независимости Аргентины. 9 июля 1816 года была принята декларация Независимости Объединённых Провинций Серебряной Реки (Аргентины). Эта дата считается датой рождения Республики Аргентина, а в стране отмечается официальный праздник — День независимости.
- 17 августа — День памяти генерала Сан-Мартина в Аргентине. 17 августа в Аргентине отмечается общенародный праздник — годовщина памяти героя борьбы за независимость Аргентины от испанских колонизаторов (1810—1826 годов) генерала Хосе де Сан-Мартина .
- 11 сентября — День учителя в Аргентине. Является очень важным событием для всей нации. Фактически, День учителя отмечает вся страна как национальный праздник.
- Второй понедельник октября — День расы в Аргентине (Día de la Raza) — праздник в честь коренных и заселявших Аргентину народов.
- Третье воскресенье октября — День матери. Отмечается в кругу семьи. Поздравляют всех женщин, которые имеют детей (мамы, тёти, бабушки, прабабушки… и т. д.), дарят подарки, обязательный обед в кругу семьи.
- 8 декабря — Непорочное зачатие Пресвятой Девы Марии. Один из великих Богородичных праздников, которые отмечает Римско-Католическая Церковь.
- 24/25 декабря — Рождество Христово (по григорианскому календарю). Между Рождеством и Новым годом в Аргентине не делают большой разницы — два этих праздника празднуют почти одинаково. Как правило, Рождество в Аргентине — это семейный праздник, с обязательными подарками.
- 31 декабря/1 января — Новый год. В Аргентине не является таким уж большим праздником. Если Рождество — это тихий семейный праздник, то на Новый год аргентинцы стараются повеселиться в компании друзей: устраивают домашнюю вечеринку или идут в клуб[3].

## Фольклорные персонажи
- Муланима (Альмамула, Маламула) — призрак женщины, за совершение инцеста превращённой в чёрного огнедышащего мула, таскающего тяжёлые цепи, который поедает детей и приносит несчастья[4][5].
- Науэлито — водяное чудовище, напоминающее плезиозавра, которое обитает в озере Науэль-Уапи[6].
- Чёрная Вдова — призрак в виде одетого в чёрное разлагающегося трупа женщины, подстерегающий и насилующий мужчин[7].
- Чончон — птица в виде летающей человеческой головы с огромными ушами-крыльями, которую колдун отделяет от своего тела по ночам, чтобы пить кровь спящих[8].